# ايواموتو يوشيهارو
ايواموتو يوشيهارو (باليابانية: 巌本善治؛ بالكانا: いわもと よしはる) هو صحفي وناقد ومدرس ياباني، ولد في 1863 في Tajima Province ‏ في اليابان، وتوفي في 1942 في Nishi-Sugamo ‏ في اليابان.